# 三菱日聯國際證券股份
三菱日聯國際證券股份有限公司 是英國投資銀行之一。

## 历史
這公司是由於三菱東京金融集團和日聯集團合併成為三菱UFJ金融集團主要扮演角色，故此在2005年10月1日成立，同時同地，三菱東京金融集團和日聯集團旗下投資銀行業務合併，即是三菱國際證券股份有限公司（在1983年2月11日於英格蘭及威爾斯成立）和日聯國際股份有限公司（在2002年4月由三和國際股份有限公司和東海銀行歐洲股份有限公司合併而成）合併成為三菱日聯國際證券股份有限公司。

## 主要股東
- 三菱UFJ證券 100%

## 外部連結
- int.sc.mufg.jp（页面存档备份，存于）